# 貝雷澤齊
49°36′0″N 23°40′22″E / 49.60000°N 23.67278°E
貝雷澤茨（羅馬化：Berezets）是烏克蘭西部利沃夫州利維夫區的村莊，始建於1514年，面積153.8平方公里，海拔高度271米，2024年人口816，人口密度每平方公里6.21人。